# アントニオ・ディ・ジェンナロ
アントニオ・ディ・ジェンナロ（Antonio Di Gennaro、1958年6月25日 - ）は、イタリア出身の元同国代表の元サッカー選手。1984-85シーズンにスクデット獲得。代表では1986年のメキシコワールドカップなどで活躍した。
| スタブアイコン | サブスタブ | この項目は、まだ閲覧者の調べものの参照としては役立たない、サッカー選手に関連した書きかけの項目です。この項目を加筆・訂正などしてくださる協力者を求めています（P:サッカー/PJ:サッカー選手/PJ:女子サッカー）。 |